# Грађевински факултет Универзитета у Новом Саду
Грађевински факултет је високошколска установа Универзитета у Новом Саду. Основан је 22. априла 1974. године, а налази се у Суботици. Актуелни декан је Милан Трифковић.

## Историјат
Дана 11. јануара 1972. донето је решење о именовању инијацитивног одбора за оснивање Факултета. Припреме су трајале више од две године и најзад је 22. априла 1974. године основан Грађевински факултет. Те прве године на Факултету су постојала два смера: конструктивни и хидротехнички на које се уписало 150 студената.
У почетку су за извођење наставе коришћене просторије Радничког универзитета, Више техничке школе и лабораторије грађевинског института. Тражење потенцијалне локације потрајало је неколико година, пошто ниједан предлог није био у потпуности одговарајући. Најзад је 11. јануара 1979. године положен камен темељац за нову зграду Грађевинског факултета.
Зграду је пројектовао архитекта Никола Илинчић, а у њеном настајању учествовали су први студенти, у сарадњи са професорима. Пројекат зграде Факултета добио је бројна признања, са савременим учионицама, амфитеатром, лабораторијама, рачунарским кабинетом и библиотеком са преко 7.000 стручних наслова. Зграда Факултета је завршена 1981. године, а свечано пуштена у рад 11. јуна 1982.
За 50 година постојања у склопу Универзитета у Новом Саду, Грађевински факултет је израстао у савремену образовно-научну институцију, са наставом на српском и делом на мађарском језику. Студијски програми се систематски проширују, у складу са трендовима у науци и на тржишту. Тако су додата два грађевинска смера и студијски програм геодезија. Факултет има успешну сарадњу са другим факултетима, институтима и грађевинском оперативом, али и локалном самоуправом и привредом.

## Студије
На факултету се одвија настава на сва три академска нивоа - основне, мастер и докторске академске студије.
Студијски програми:
- Основне академске студије - Грађевинарство, са модулима: Конструкције; Хидротехника и водно инжењерство околине; Саобраћајнице; Архитектонско инжењерство
- Основне академске студије - Геодезија
- Мастер академске студије - Грађевинарство, са модулима: Бетонске конструкције; Металне конструкције; Хидротехника и водно инжењерство околине; Саобраћајнице; Архитектонско инжењерство
- Мастер академске студије - Геодезија
- Докторске академске студије - Грађевинарство